# 藤ノ里栄藏
藤ノ里 栄藏（ふじのさと えいぞう、1901年4月10日 - 1949年11月29日）は、青森県南津軽郡藤崎町出身で出羽海部屋に所属した元大相撲力士。本名は天内 栄三。最高位は東前頭6枚目（1941年1月場所。後述）。現役時代の体格は167cm、105kg。得意手は左四つ、もろ差し、寄り、押し。

## 来歴
「相撲の神様」と謳われた大関大ノ里の甥。同郷の8代湊川（元関脇綾浪）に入門し、1920年1月場所で初土俵を踏む。四股名は最初から藤ノ里だった。1928年3月場所で十両に昇進、1930年5月場所、29歳にして入幕を果たした。この間、師匠の死に伴って高島部屋、次いで叔父大ノ里のいる出羽海部屋に移った。
しかし自己最高位となる西前頭5枚目で迎えるはずだった1932年1月場所の直前、春秋園事件が勃発する。藤ノ里は大ノ里に従って丁髷を落として協会を脱退したため協会から除名処分を受けて番付は幻となった。以後は関西角力協会の解散まで大ノ里や天竜と行動を共にし、解散とともに協会に帰参したときには36歳になっていた。1938年1月場所、十両格番付外で復帰した。翌5月場所は十両優勝し、1月場所後に大連で死去した大ノ里への手向けとした。
既に取り盛りを過ぎていたものの、復帰から1年後の1939年1月場所には幕内に返り咲き、以後4年8場所にわたって幕内中位から下位で頑張り、1941年1月場所では東前頭6枚目まで昇った（春秋園事件の経緯から、本稿ではこれを最高位としている）。1941年5月場所では40歳1ヶ月にして8勝7敗で勝ち越しを決めた。幕内での40歳以上の勝ち越し力士は、それから73年後の2014年9月場所で、旭天鵬勝が記録するまで現れなかった。十両に落ちた1943年1月場所を最後に引退、この時41歳と9ヶ月だった。頭が薄くなるまで相撲を取り、「藤ノ里老」とも呼ばれていたが気性は激しかったという。立合いの駆け引きに長け、もろ差しからの一気の寄りがあるかと思えば出ると見せてのとったりで意表をついたりという老獪な取り口を見せた。同じく高齢の大潮との取組は国技館を沸かせた。
引退後は年寄出来山を襲名し、1947年6月限りで協会を離れ、1949年11月29日に48歳で没した。

## 主な成績
- 通算成績：207勝176敗2分1預36休 勝率.540
- 幕内成績：77勝97敗10休 勝率.443
- 現役在位：45場所
- 幕内在位：14場所
- 金星：1個（宮城山1個）
- 各段優勝
  - 十両優勝：1回（1938年5月場所）

### 場所別成績
| 1920年 （大正9年） | （前相撲）         | x                | （前相撲）             | x                 |
| 1921年 （大正10年） | 新序 0–2           | x                | 西序ノ口13枚目 3–1 1預 | x                 |
| 1922年 （大正11年） | 東序二段21枚目 3–2 | x                | 東三段目41枚目 2–3     | x                 |
| 1923年 （大正12年） | 西三段目50枚目 5–5 | x                | 東三段目44枚目 4–1 1分 | x                 |
| 1924年 （大正13年） | 東三段目13枚目 3–2 | x                | 西三段目3枚目 2–4      | x                 |
| 1925年 （大正14年） | 西三段目8枚目 3–3  | x                | 東三段目4枚目 2–3 1分  | x                 |
| 1926年 （大正15年） | 東三段目9枚目 5–1  | x                | 西幕下23枚目 3–3       | x                 |
| 1927年 （昭和2年） | 西幕下24枚目 3–3   | 西幕下24枚目 6–0 | 西幕下23枚目 3–3       | 西幕下2枚目 5–1   |
| 1928年 （昭和3年） | 東幕下14枚目 5–1   | 西十両6枚目 8–3  | 東十両9枚目 7–4        | 東十両9枚目 8–3   |
| 1929年 （昭和4年） | 東十両筆頭 3–3–5   | 東十両筆頭 3–8   | 西十両7枚目 7–4        | 西十両7枚目 5–1–5 |
| 1930年 （昭和5年） | 東十両3枚目 10–1   | 東十両3枚目 5–6  | 東前頭12枚目 6–5       | 東前頭12枚目 6–5  |
| 1931年 （昭和6年） | 西前頭7枚目 3–8 ★  | 西前頭7枚目 4–7  | 東前頭11枚目 7–4       | 東前頭11枚目 7–4  |
| 1932年 （昭和7年） | 西前頭5枚目 –      | x                | x                      | x                 |
| 各欄の数字は、「勝ち-負け-休場」を示す。 優勝 引退 休場 十両 幕下 三賞：敢=敢闘賞、殊=殊勲賞、技=技能賞 その他：★=金星 番付階級：幕内 - 十両 - 幕下 - 三段目 - 序二段 - 序ノ口 幕内序列：横綱 - 大関 - 関脇 - 小結 - 前頭（「#数字」は各位内の序列） |                    |                  |                        |                   |

| 1938年 （昭和13年） | 十両5枚目 7–5–1         | x | 西十両2枚目 優勝 10–3 | x |
| 1939年 （昭和14年） | 西前頭11枚目 3–10       | x | 東前頭18枚目 8–7      | x |
| 1940年 （昭和15年） | 西前頭16枚目 9–6        | x | 西前頭7枚目 9–6       | x |
| 1941年 （昭和16年） | 東前頭6枚目 0–11–4      | x | 東前頭20枚目 8–7      | x |
| 1942年 （昭和17年） | 西前頭15枚目 6–9        | x | 西前頭20枚目 1–8–6    | x |
| 1943年 （昭和18年） | 東十両9枚目 引退 0–0–15 | x | x                     | x |
| 各欄の数字は、「勝ち-負け-休場」を示す。 優勝 引退 休場 十両 幕下 三賞：敢=敢闘賞、殊=殊勲賞、技=技能賞 その他：★=金星 番付階級：幕内 - 十両 - 幕下 - 三段目 - 序二段 - 序ノ口 幕内序列：横綱 - 大関 - 関脇 - 小結 - 前頭（「#数字」は各位内の序列） |                         |   |                       |   |

### 幕内対戦成績
| 力士名   | 勝数 | 負数 | 力士名 | 勝数 | 負数 | 力士名         | 勝数 | 負数 | 力士名   | 勝数 | 負数 |
| -------- | ---- | ---- | ------ | ---- | ---- | -------------- | ---- | ---- | -------- | ---- | ---- |
| 青葉山   | 1    | 3    | 旭川   | 2    | 2    | 大熊           | 1(1) | 0    | 大潮     | 3(1) | 2    |
| 大浪     | 0    | 1    | 沖津海 | 0    | 2    | 小戸ヶ岩       | 1    | 1    | 海光山   | 1    | 0    |
| 鏡岩     | 2    | 2    | 桂川   | 1    | 3    | 金湊           | 1    | 3    | 神風     | 0    | 1    |
| 清美川   | 0    | 3    | 錦華山 | 1    | 1    | 九ヶ錦         | 2    | 1    | 源氏山   | 1    | 0    |
| 古賀ノ浦 | 4    | 0    | 小嶋川 | 2    | 0    | 小松山         | 2    | 0    | 佐賀ノ花 | 2    | 1    |
| 佐渡ヶ嶋 | 2    | 0    | 清水川 | 1    | 2    | 鯱ノ里         | 2    | 3    | 高登     | 2    | 2    |
| 寳川     | 4    | 1    | 楯甲   | 0    | 2    | 玉錦           | 1    | 2    | 玉ノ海   | 1    | 0    |
| 太郎山   | 1    | 2    | 鶴ヶ嶺 | 0    | 3    | 剣岳           | 3    | 1    | 照國     | 0    | 2(1) |
| 輝昇     | 0    | 1    | 土州山 | 1    | 0    | 巴潟           | 2    | 2    | 名寄岩   | 0    | 2    |
| 錦谷     | 0    | 1    | 錦洋   | 0    | 3    | 能代潟         | 1    | 1    | 羽黒山   | 0    | 2    |
| 幡瀬川   | 4    | 1    | 磐石   | 2    | 2    | 番神山         | 1    | 0    | 備州山   | 2    | 1    |
| 冨士ヶ嶽 | 3    | 1    | 藤ノ川 | 0    | 2    | 二瀬川         | 1    | 1    | 双葉山   | 0    | 2    |
| 双見山   | 0    | 3    | 真鶴   | 1    | 1    | 男女ノ川(朝潮) | 0    | 2    | 宮城山   | 1    | 0    |
| 吉野山   | 0    | 3    | 雷ノ峰 | 1    | 1    | 若瀬川         | 1    | 3    | 若瀬川   | 0    | 1    |
| 若浪     | 1    | 0    | 若葉山 | 0    | 2    |                |      |      |          |      |      |